# Diospyros hazomainty
Diospyros hazomainty är en tvåhjärtbladig växtart som beskrevs av Joseph Marie Henry Alfred Perrier de la Bâthie. Diospyros hazomainty ingår i släktet Diospyros och familjen Ebenaceae. Inga underarter finns listade i Catalogue of Life.